# 水瀬はるか
水瀬 はるか（みずせ はるか、1995年〈平成7年〉12月17日 - ）は、日本の女性タレント、アパレルブランドプロデューサー。大阪府出身。

## 経歴
松本引越センターCMオーディションに勝ち抜き、CMで子役デビュー。
埼玉県の公立中学校、埼玉県浦和第一女子高校、慶應義塾大学文学部を卒業後、ペットと飼い主のアパレルブランド one and onlyを立ち上げる。
大学在学中に、TBSランク王国やマッチングアプリpatersの広告モデルなどを務める。
2021年グラビアネクストファイナリストに選出。
現在は近代麻雀水着祭の出演を果たすなどグラビア等で活動。

## 人物
- 趣味は、ゲーム（スプラトゥーン、モンハンなど）、アニメ、漫画、音楽、映画鑑賞、勉強、海外旅行、カラオケ、美容、ラーメン[7]。
- 中学入学までは虫捕りに奔走しており、カミキリムシを5匹近く飼っていた。[2]
- 特技は、ドラム、ピアノ[7] 。

## 出演

### テレビ
- 松本引越センターCM（子役）（1999年）[8]
- ランク王国（2014年8月24日）[4]

### アプリ
- マッチングアプリpaters モデル[5][9]

### Web配信
- グラビアネクスト2021（2021年9月18日 - 2021年10月17日、MixChannel）[1]

### イベント
- 近代麻雀水着祭2022-THE COLLECTION sugar- 2日目（2022年9月11日）[6][10]

### SNS
- 水瀬はるか｜Haruka Mizuse (@harunyan_g) - X（旧Twitter）（2021年7月22日 - ）
- 水瀬はるか 𝑯𝒂𝒓𝒖𝒌𝒂🐈‍⬛ (@harunyan_gg) - Instagram（2021年9月 - ）
- 水瀬はるか (@harunyan_g) - TikTok（2023年10月18日 - ）

### ファンサイト
- 社畜OLのまいにち (水瀬はるか｜Haruka Mizuse) - Fantia（2023年8月1日 - ）